# Semih Saygıner

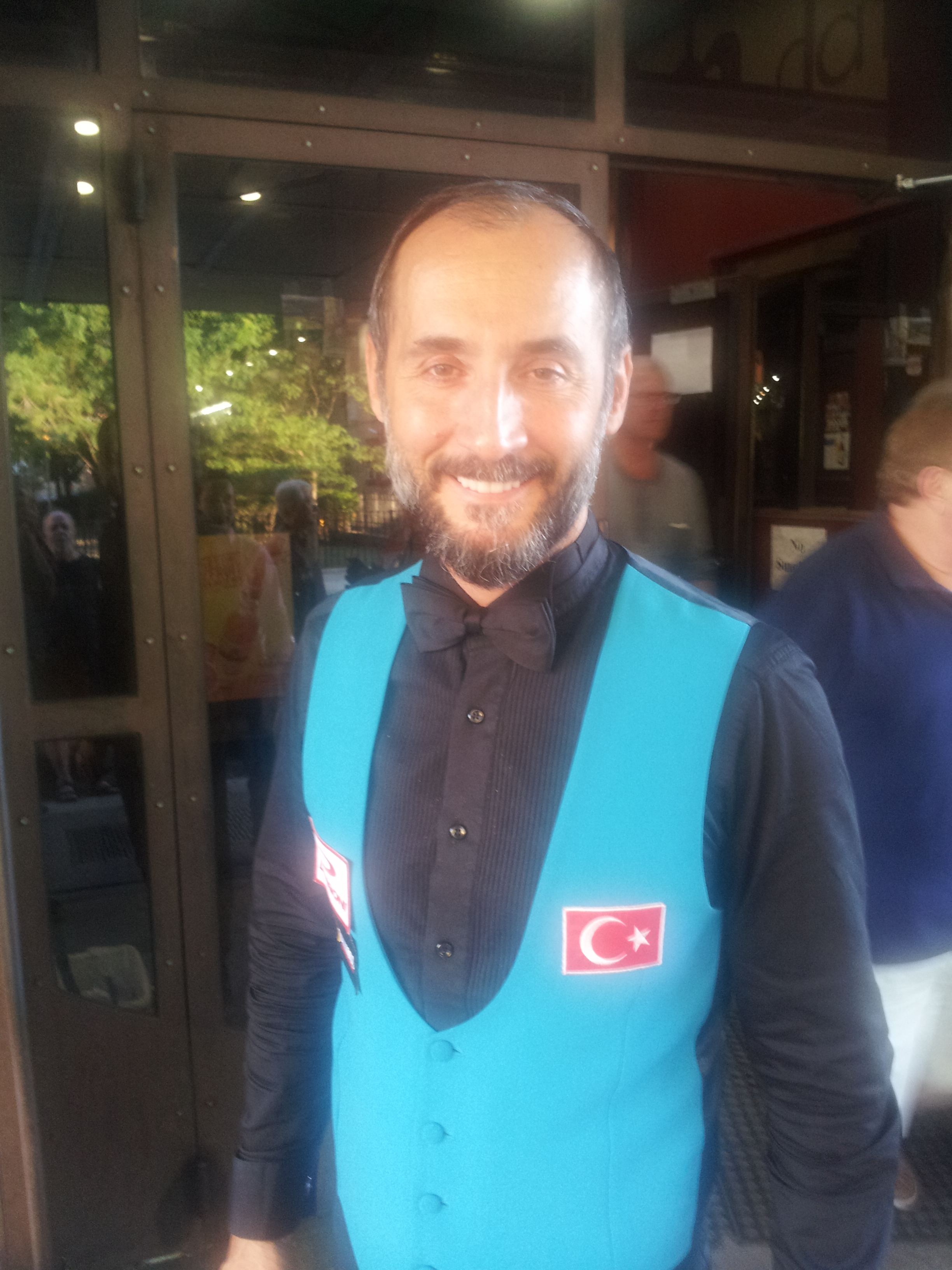
Semih Saygıner tại New York

Semih Saygıner (sinh ngày 12 tháng 11 năm 1964 tại Adapazarı, Thổ Nhĩ Kỳ) được mệnh danh là Phù thủy hay Hoàng tử Thổ Nhĩ Kỳ là một tay cơ thủ billiards chuyên nghiệp của Thổ Nhĩ Kỳ, người từng từng đăng quang ngôi vô địch thế giới và châu Âu. Những thành tích nổi bật của Seyginer đã giúp phong trào billiards tại Thổ Nhĩ Kỳ phát triển và anh là người đặt nền móng cho sự ra đời của Liên đoàn Billiards Thổ Nhĩ Kỳ để giúp đất nước này trở thành thế lực mới của billiards thế giới. Anh chinh phục người hâm mộ bằng những đường cơ biểu diễn hài hước, lạ và cầu kỳ đến nỗi chỉ có người điên mới nghĩ ra.

## Cuộc đời, sự nghiệp
Semih Saygıner sinh ra trong một gia đình có sáu anh chị em ở vùng ngoại ô Istanbul, Thổ Nhĩ Kỳ. 14 tuổi, cả cha lẫn mẹ đột ngột qua đời vì tai nạn giao thông khiến Sayginer bị sốc nặng khiến Sayginer bị trầm cảm vì mất tất cả tình yêu cha mẹ, đến trường bị khinh miệt vì mồ côi. Năm 16 tuổi, Sayginer được một người bạn là Iker đưa đến một câu lạc bộ billiards để chơi thử, tuy nhiên ngay lần đầu cầm cơ, Sayginer đã khiến mọi người xung quanh kinh ngạc khi tỏ ra có năng khiếu và bắt chước các tư thế đánh rất nhanh. Những lời khen đó khiến Seyginer thích thú khi anh thấy mình được mọi người quan tâm tuy nhiên Sayginer còn chịu áp lực rất lớn từ sự phản đối của anh chị trong nhà vì billiards khi đó không được người dân Thổ Nhĩ Kỳ xem là môn thể thao mà chỉ là trò bài bạc.
Seyginer mày mò tự học để rồi chỉ tám tháng sau đã trở thành nhà vô địch Thổ Nhĩ Kỳ lúc 17 tuổi. Để được dự giải, Seyginer phải đến Istanbul ở nhờ ký túc xá của bạn. Không có tiền, Sayginer nhờ thợ mộc mài cây cơ với đầu cơ được quấn giấy báo cho khỏi xước. Đuôi cơ được dán bằng cục cao su của dép lê. Khi ra đấu, Seyginer cố ôm cây cơ trong người để đối thủ không biết chuyện này. Sau đó anh bỏ học để theo nghiệp billiards, Sayginer chuyển đến Istanbul tự kiếm tiền sinh sống. Anh làm đủ thứ nghề từ lau dọn, phục vụ bàn, thu ngân viên, thợ điện... và sống tiết kiệm trong những căn nhà trọ nhỏ để có dư tiền. Nhưng bao nhiêu tiền dành dụm được đều tiêu tán theo các giải đấu thất bại liên tục của Sayginer từ năm 1988-1991.
Với quyết tâm vươn ra châu lục, Seyginer cùng một người bạn lái xe hơi ba ngày liên tục từ Istanbul sang Bỉ để thi đấu năm 1991. Giải đấu này tiếp tục là một thất bại khi Sayginer chỉ biết lóng ngóng đứng nhìn vì không biết ngoại ngữ và khớp trước đối thủ. Sau đó, Sayginer bắt đầu gây được tiếng vang năm 1992 khi đánh bại tay cơ huyền thoại người Bỉ từng 35 lần vô địch thế giới Raymond Ceulemans tại Giải World Cup billiards ba băng ở Berlin. Hai năm sau, Sayginer trở thành nhà vô địch giải đấu này. Ngoài ra, trong sự nghiệp của mình, Sayginer còn đăng quang Giải vô địch billiards ba băng châu Âu 1999 và vô địch thế giới billiards ba băng năm 2003.